# 児童相談所
日本での児童相談所（じどうそうだんじょ）は、児童福祉法第12条に基づき、各都道府県及び政令指定都市に設けられた児童福祉の専門機関。児相と略称される。すべての都道府県および政令指定都市（2006年4月から、中核市及び特別区にも設置できるようになった）に最低1以上の児童相談所が設置されており、都道府県によってはその規模や地理的状況に応じて複数の児童相談所およびその支所を設置している。
また電話番号の189番（語呂合わせ：いちはやく）は、児童相談所の全国共通ダイヤル（緊急通報用電話番号）に設定されている。2015年7月1日より運用が開始され、24時間365日児童虐待や子育ての相談を受け付けている。2019年12月3日より通話料無料。児童虐待を受けたと思われる児童を発見した者は、速やかに警察、市町村、福祉事務所または児童相談所のいずれかに通告しなければならない。

## 業務の内容
児童すなわち0歳から17歳の者（児童福祉法4条）を対象に以下のような業務内容を行っている（児童福祉法11条1項2号）。
- 児童に関する様々な問題について、家庭や学校などからの相談に応じること。
- 児童及びその家庭につき、必要な調査並びに医学的、心理学的、教育学的、社会学的及び精神保健上の判定を行う。特別児童扶養手当及び療育手帳の判定事務を含む。
- 児童及びその保護者につき、前号の調査又は判定に基づいて必要な指導を行なうこと。
- 児童を一時保護所に保護し、その後親に戻すか、児童養護施設などに預けるか決定する（一時保護は2か月を超えてはならない。しかし、必要がある場合は引き続き一時保護を行う。）[7][8]。

### 相談の種類
相談の種別は、5つに大別される。
- 養護相談 - 父母の家出、死亡、離婚、入院などによる養育困難、被虐待児など。
- 保健相談 - 未熟児、虚弱児、小児喘息など。
- 心身障害相談 - 障害児、発達障害、重度の心身障害（身体障害、精神障害、知的障害）など。
- 非行相談 - 虚言、家出、浪費癖、性的な逸脱、触法行為など。
- 育成相談 - 性格や行動、不登校。

## 職員
各児童相談所には、一般の行政職員（国家公務員でいうところの事務官）に加え、精神衛生の知識のある医師、大学で心理学を学んだ児童心理司、また児童福祉司（2年以上の実務経験か、資格取得後、2年以上所員として勤務した経験が必要）などの専門職員がいる。専門職は、国家公務員でいうところの技官に相当する職種である。
児童虐待などの相談に関しては、本来は専門の職員が担当するべきだが、実際には一般行政職の者を児童福祉司として任用している自治体が少なくない。一般行政職の職員は、ソーシャルワークに関する専門教育を受けていないことに加え、異動のサイクルが短く、専門知識が蓄積されない問題がある。
厚生労働省によると新生児などの新規措置の場合に、乳児院への措置の割合が著しく高い自治体が多く、新生児などからの里親委託の取組が必要とされている。乳児院退所後の措置変更先でも、里親ではなく100％児童養護施設入所措置が取られている自治体もある。また、児童相談所の里親担当職員及び、里親支援機関事業における里親委託等推進員の体制も自治体によりばらつきがある。児相で里親や特別養子縁組のアプローチがうまくいかない原因として、専任の職員の不足を指摘する声もある。
2017年（平成29年）4月以降、児童虐待防止法改正により、都道府県は、児童相談所に、児童心理司、医師又は保健師、指導・教育担当の児童福祉司（スーパーバイザー）を置くとともに、弁護士の配置又はこれに準ずる措置を行い態勢強化を図ることとなった。また、2017年（平成29年）4月1日現在全国の児童相談所に、警察官29名、警察官OB162名、教員119名、教員OB124名が配置されている。産経新聞の調査によると、2020年現在、児童相談所（児相）を設置している全国の72自治体の約6割が、児相に現職警察官を配置している。
毎日新聞の調査では、2018年の児童福祉司の精神疾患による休職率は教員の4倍で、疲弊や心理的負担で50人に1人になっている。

## 虐待に対して
虐待への対応では、動機なきクライエントに介入し、限られた情報をもとに迅速かつ的確にリスクアセスメントを行ったり、適切な援助関係を構築したりするなど、高度な専門性が要求される。虐待への対応に精通するには、専門職としての基本的な見識・技術に加え、豊富な経験が不可欠であり、最低5 年から10 年程度の経験が必要であるとされている。よって、児童福祉司に専門職任用をすすめることが今後の課題である、という指摘がある。
近年は虐待通報数が急増しているが、虐待対応だけが職員の業務ではない中で、専門性が必要な虐待対応を行う職員数の不足も懸念されている。児童福祉司は虐待通告への初期対応に振り回され、虐待以外の相談への対応はおろか、虐待相談においてさえ、個々の事例に丁寧に対応しかねているのが実情である、という指摘もある。このような背景から、2004年（平成16年）度児童福祉法改正により地方公共団体（市区町村）も要保護児童対策地域協議会（児童福祉法25条の2）を通じて虐待を受けた要保護児童への支援を行う機関に加えられた。児童相談所は、市区町村の業務の支援も行うものとされる（児童福祉法12条2項）。
福岡市では「泣き声通告」後の確認をNPOに委託しており、「市から委託された見守り訪問で来た」と訪れることにより、その後の支援につなげていっている。また市の児童家庭支援センターと補完しあうことにより、土日の出勤の必要性をなくし、職員のバーンアウトを防いでいる。また同市では2017年度現在弁護士が常勤職員で課長を務めている。児童相談所が関係して0歳と2歳のネグレクトを受けて汚物まみれになっていた児童を保護して救出した事例もあれば、高知県南国市で起こった事件では小学5年生の男子が母の内縁の夫により殺害されている。なお、その弟は一時保護を経て児童養護施設に入所していため無事だった。

### 通報後の本人及び通報者の安全性について
児童虐待に関しては市民や学校の通報義務があるが、2018年、兵庫県三木市では、父親から虐待された女児の保護をめぐり、兵庫県三木市立小学校の校長（当時）や市議が、保護にあたった養護教諭のことを父親に漏らしたため嫌がらせを受け休職を余儀なくされ、後に養護教諭が自殺した事件も起こっている。また、野田小4女児虐待事件では女児が学校アンケートに父からの虐待を記載したところ、父親が行政介入を嫌って学校側を恫喝し、野田市教育委員会がコピーを手渡すなどの失態があり最終的に女児は虐待死した。

### 千葉県
2020年1月に千葉県市原市で起きた生後10か月の次女を衰弱死させた母親の保護責任者遺棄事件において、千葉県では野田市の小4女児虐待死事件での行政が情報を出し過ぎたとの見解から、新たに虐待死事件が発生した場合には県は個人情報保護の観点から児童相談所の関わりを含め、一切情報を公表しない方針を決めていたことが判明し、報道各社より抗議された。市原市では死亡女児の兄や姉が通っていた幼稚園・保育園から「妹の姿が見えない」と通報されたがその事実を否定し、後に一転して認め市長が児相に通告しなかったなどの対応を謝罪のうえ、第三者委員会を設置すると報告している。同市では2014年生後8か月の男児が死亡し父親が傷害致死の罪で有罪判決を受けた虐待事件があった。児相が骨折した男児を一時保護しながら、虐待と断定できず「母方の祖父母宅での同居」を一時保護解除の条件に親元に帰したが男児は約1か月後に頭部外傷により死亡した。2020年6月の市議会教育民生常任委員会では市に対し過去の目視確認の反省が生かされなかったことが批判されている 。子ども虐待・性犯罪をなくす会のThink kisdでは2019年2月に、千葉県内で起きた虐待事件の千葉県の児童相談所の対応について警察と事案全件共有などの改善を促す要望を提案していた。
一方で、児童相談所がトラブルに巻き込まれる例も見られ、千葉県柏市では2020年に、児童相談所に火炎瓶が投げ付けられたり、銃弾が送付されるなどする事件が相次いで発生した。当時子供の一時保護を巡り児童相談所とトラブルになっていた男性が、知り合いを使ってこれらの犯行を行わせていたと見られている。

### 京都府
京都市では、京都市児童相談所勤務の男性職員（49）が2015年児童養護施設に入所する少女の母親の性的虐待の相談が放置されているとして市の公益通報外部窓口に通報したが、その前に少女に関する記録を閲覧及び印刷して自宅に持ち帰ったりした行為のため、停職3日の懲戒処分を受けた。この処分取り消しを求めて男性が提訴し一審では男性が勝訴し、京都市が控訴したが2020年6月大阪高裁で市の控訴が棄却された。市の人事部長は市の主張が認められなかったことに対して遺憾の意を唱え上告の方針を示している。滋賀県長浜市内のキャンプ場にある宿泊施設で、2014年8月に児童養護施設に入所していた少女（17）にみだらな行為をしたとして、京都府警少年課と下鴨署は2015年9月児童福祉法違反の疑いで、京都市左京区の社会福祉法人の施設長（54）が逮捕されている 。本件に対する京都市の主張としては児童相談所の対応に遅れや隠ぺいと言われる事実はなく、本件に関する調査は，プライバシーの保護の徹底を図るためのものであり、調査や処分は公益通報とは関係がなく公益通報者保護法上も問題がないとの見解を示している。

### 兵庫県
兵庫県明石市では、2018年8月に市内在住の両親が当時生後2ヵ月の男児について、児童相談所から虐待を疑われて一時保護される事案があった。児童相談所は、この男児を乳児院に長期入所させるよう神戸家庭裁判所明石支部に申し立てたが、2019年8月に同支部は「虐待とは言えない」として申し立てを退け、さらに同年11月に大阪高等裁判所も児童相談所の抗告を棄却した。これを受けて男児は両親の元に戻されたが、両親は約1年3ヵ月間に亘り男児と離れて暮らすことを強いられる形となった。明石市長（当時）の泉房穂は2020年9月に両親と面会の上で謝罪し、第三者委員会を設置し問題点を検証するとしている。兵庫県明石市は2021年4月から、個々の事案ごとに一時保護の妥当性をチェックする「子どものための第三者委員会」を創設し、全国初の仕組みとして保護の直後に弁護士らの委員が全ての子どもと面会、2週間後には児相の判断が覆る可能性もある仕組みを開始する。虐待の疑いで児相に一時保護された乳児が、1年以上両親と面会できなかったが裁判で虐待が認められなかったことを背景として保護の妥当性のチェック制度を策定した。

### 大阪府
- 2017年に4人家族の父親が当時生後2ヶ月の長男をあやしていたところ、長男の呼吸が止まり病院へ搬送された。検査で硬膜下血腫と眼底出血が見つかった為、「揺さぶられっ子症候群」(通称SBS)を疑い、虐待の可能性が高いとして病院は児童相談所に通報された。これを受け児童相談所は一時保護をした。また、「ある程度の硬さのあるもの（具体的には手拳も含まれる）による、強い打撲作用により形成された可能性を否定することはできない」との病院からの鑑定書を受けて長男は4年間一時保護となった。父親は5ヶ月間拘留され、保釈後も裁判所の命令や児童相談所の指示で、家族との別居を余儀なくされた。後に大阪地方裁判所は「長男は先天性の疾患により軽い力で出血した可能性があり、動機も認められない」として、父親に「無罪」を言い渡し、判決は確定した[34]。
- 2018年冬に、府内在住の女性が、当時生後1ヵ月の長女を誤って床に落とし、長女は骨折や出血が確認されたため、児童相談所に一時保護されたが、その後児童相談所は、長女が虐待を受けていた疑いがあるとの鑑定書が出たことを受け、乳児院に入所させる必要があるとして保護の延長を大阪家庭裁判所に申し立てた。2019年3月に同家裁は「事故の可能性がある」と判断した上で、鑑定書を再検討するよう求めた。しかし児童相談所はこれに従わず、乳児院への入所手続を両親にも無断で進め、その後長女が自宅に戻ったのは約7ヵ月後で、その間両親と長女は離れて暮らすことを強いられる形となった。女性は大阪地方裁判所に計500万円の損害賠償を求める訴訟を起こし、同地裁は2022年3月24日に「虐待の有無を十分に検討せず保護を継続した」として、一時保護を続けた児童相談所の対応を違法と認定し、府に100万円の賠償を命じる判決を言い渡した[35]。

## 設置している自治体
児童相談所は、都道府県、指定都市（地方自治法（昭和22年法律第67号）第252条の19第1項の指定都市をいう。以下同じ。）及び児童相談所設置市（児童福祉法（昭和22年法律第164号）第59条の4第1項の児童相談所設置市をいう）に設置される。東京23区では、法改正により設置が可能となり、練馬区以外で開設が予定されている。中核市である明石市では市議会は全会一致で賛成のうえ、児童相談所を市の中央JR駅前に設置し、個室風呂付の一時保護所も設備した。国基準を上回る人員を配置し、基準以上の人件費は全て明石市負担となっている。衆議院厚生労働委員会において泉房穂市長は職員と財政面での問題があるとしつつも、中核市に児童相談所を設置することを決めることが重要と語っている。また金沢市や横須賀市では運営費に12億から13億かかり、国や県からの支援が大体4億円ぐらいあるといっても、差し引くと8億円以上かかることも審議の中で中核市に児童相談所が増えないネックとして挙げられている。
| 地方       | 都道府県（47）                                                          | 指定都市（20）                               | 中核市（3） |
| ---------- | ----------------------------------------------------------------------- | -------------------------------------------- | ----------- |
| 北海道地方 | 北海道                                                                  | 札幌市                                       |             |
| 東北地方   | 青森県、岩手県、宮城県、秋田県、山形県、 福島県                         | 仙台市                                       |             |
| 関東地方   | 茨城県、栃木県、群馬県、埼玉県、千葉県、 東京都、神奈川県               | さいたま市、千葉市、横浜市、川崎市、相模原市 | 横須賀市    |
| 中部地方   | 新潟県、富山県、石川県、福井県、山梨県、 長野県、岐阜県、静岡県、愛知県 | 新潟市、静岡市、浜松市、名古屋市             | 金沢市      |
| 近畿地方   | 三重県、滋賀県、京都府、大阪府、兵庫県、 奈良県、和歌山県               | 京都市、大阪市、堺市、神戸市                 | 明石市      |
| 中国地方   | 鳥取県、島根県、岡山県、広島県、山口県                                  | 岡山市、広島市                               |             |
| 四国地方   | 徳島県、香川県、愛媛県、高知県                                          |                                              |             |
| 九州地方   | 福岡県、佐賀県、長崎県、熊本県、大分県、 宮崎県、鹿児島県               | 北九州市、福岡市、熊本市                     |             |
| 沖縄地方   | 沖縄県                                                                  |                                              |             |

## 児童相談所建設反対問題
児童相談所を建設するにあたり、地域住民による反対運動が起こることがある。
2016年には大阪市がタワーマンションの区分所有地に児童相談所や一時保護所の開設を計画していたが、入居者へのアンケートで反対が多かったため撤回した。
東京都港区は児童相談所・母子生活支援施設を含む「港区子ども家庭総合支援センター」を2021年（令和3年）4月に開設したが、住民説明会で「ブランドが低下する」などの意見が出て反対を受けていると報じられた。また、この複合施設の中で地元の公立小学校に通う可能性のある施設は「母子生活支援施設」入所児童だけであり、同児童相談所で保護されている児童は一時保護であり基本施設内で勉強するが、児童相談所の反対意見として、「子が経済格差を感じ可哀想なのではないか」との誤解に基づく発言もある。港区には今回の建設予定付近に「サンライズ青山」という母子生活支援施設が2018年（平成30年）3月末まであったが、築50年を超える施設の老朽化と施設運営をしていた社会福祉法人の撤退により、保護する母子の行く先が無くなり検討課題となっていた。2016年（平成28年）の港区議会保健福祉常任委員会では、保護が必要な母子相談は年3000件あり、「ひとり親となった母が、民間賃貸の入居審査に断られてアパート・マンションに入居できない」、「公営住宅に当せんしても連帯保証人を頼める親族がおらず、資格審査で無効となり入居できない」、「急に夫がいなくなったりして路頭に迷う」など、これまで割といい暮らしをしていた人が落差が激しくて、鬱になってしまうなどの問題を抱えて相談していると語られている。

## 児童虐待防止法における役割
児童相談所・児童相談所長は、児童虐待防止法において出頭要求や立入調査などの権限が規定されている。児童虐待の防止等に関する法律#概要も参照。

## 海外の類似機関
- 児童保護サービス（Child protection service）- 米国
- Children and Family Court Advisory and Support Service（英語版） - イングランド・ウェールズ
- Bureau Jeugdzorg（オランダ語版） - オランダ
- Raad voor de Kinderbescherming（オランダ語版） - オランダ
- Jugendamt（ドイツ語版） - ドイツ・オーストリア
- Patronato Nacional de la Infancia - コスタリカ
- Conselho Nacional dos Direitos da Criança e do Adolescente (Conanda) - ブラジル
- Child, Youth and Family（英語版） - ニュージーランド
- 衛生福利部社會及家庭署（中国語版） - 台湾（緊急通報用電話番号：113番）[46][47]

### 海外での虐待対応
アメリカロスアンゼルス郡では虐待対応組織はDCFS（Department of Children and Family Services）であり、全ての人に通報の義務があり、通報後に深刻度により2時間以内（通報を受けたら直行する）、3日以内、5日以内（シビアな事例ではないが、調査は必ず行う）に対応するレベル分けがされる。虐待者が援助プログラムに同意した場合には、カウンセリングなどのかかわりが開始される。一方で虐待の事実はあるが、虐待者同意しない場合にはDCFSが親を説得する事実が必要であるため「戦略」と「ネゴシエーション（交渉）」を続けるものの、最悪の場合子どもが死んでしまっても、親が同意しなかったということになり、DCFSの責任は問われないこととなっている。